# ماكجينيس فلينت (فريق روك)
ماكجينيس فلينت (بالإنجليزية: McGuinness Flint)‏ كان فريق روك بريطاني تشكل في عام 1970 من:
- توم ماكجينيس: عازف جيتار (عازف الجيتار السابق مع فريق مانفريد مان)[1]
- هوجي فلينت: طبول (عازف درامز السابق مع جون مايال)[2]
- دينيس كولسون: مغني وعازف لوحة المفاتيح (كيبورد)[3]
- بيني غالاغر: عازف على آلات متعددة ومغني وكاتب أغاني[4]
- غراهام لايل: جيتارات وهارمونيكا وغناء مصاحب[5]

وصلت أول أغنية فردية للفريق «عندما أموت وأرحل When I'm Dead and Gone» إلى المركز الثاني على قائمة الأغاني الفردية في المملكة المتحدة في نهاية عام 1970، وظهرت في المركز 47 على قائمة بيلبورد البوب، والمركز 35 على قائمة البوب «كاش بوكس Cashbox» في الولايات المتحدة. ظهرت أيضاً في المركز 5 في أيرلندا والمركز 31 في كندا. كما صعد الألبوم الأول للفريق والذي يحمل نفس أسم الفريق «ماكجينيس فلينت McGuinness Flint»، إلى قائمة أفضل عشرة ألبومات في المملكة المتحدة. ظهرت موسيقى الألبوم مرة أخرى عام 1999 في الموسيقى التصويرية لفيلم «الشرق هو الشرق East is East».

## تطور سيرة الفريق
كانت الأغنية التالية هي «شراب الشعير، وأحزان الشعير Malt and Barley Blues» وصعدت إلى المركز 5 في المملكة المتحدة عام 1971، لكن الفريق تعثر تحت ضغوط النجاح السريع، حيث طُلب منها تسجيل ألبوم ثان وإعادة إنتاج الصوت المسجل بشكل مناسب على خشبة المسرح مما أدى إلى حفلات مخيبة للآمال، ثم سلسلة من الأمراض بين أعضاء الفرقة ألغت معظم الحفلات في جولتهم الأولى. شرح ماكجينيس الوضع في هذا الوقت، حيث كان الفريق ينقسم إلى مجموعتين من الأصدقاء المقربين، أولهما فلينت وماكجينيس وكولسون، والآخر هم غالاغر ولايل. على الرغم من أن هاتين الوحدتين تتوافقان بشكل عام بشكل جيد، إلا أن الخلاف الرئيسي بينهما كان أن المجموعة الأولى شعرت أن الفرقة يجب أن تركز على التجول والأداء العلني، بينما شعر معسكر غالاغر ولايل أنه يجب التركيز على كتابة الأغاني والتسجيل.
انفصل غالاغر ولايل عن الفريق قرب نهاية عام 1971 للتسجيل كثنائي، الذي حقق نجاح كبير في عام 1976 مع ألبوم الخامس المشهور «بريكاواي Breakaway».
استمر الفريق في أداء بعض مؤلفاتهم في العروض الحية. بعد أن جاء العديد من الأعضاء المؤقتين وذهبوا.

## عودة الفريق
اجتمع الفريق مرة أخرى ولفترة قصيرة مع غالاغر ولايل عام 1983 لتشكيل ما يسمى «لايل ماجنيس باند Lyle McGuinness Band» الذي كان فريق لموسيقى الروك ولكنه قصير العمر، حيث ان هذا الفريق سجل أغنية واحدة هي «اليز اليز»، وألبوم واحد فقط «العمل على الدافع Acting On Impulse».

## وصلات خارجية
- ماكجينيس فلينت (فريق روك)
- ماكجينيس فلينت (فريق روك)
- ماكجينيس فلينت (فريق روك)